# 92
El año 92 (XCII) fue un año bisiesto comenzado en domingo del calendario juliano, en vigor en aquella fecha.
En el Imperio romano, era conocido como el Año del consulado de Augusto y Saturnino (o menos frecuentemente, año 845 Ab urbe condita). La denominación 92 para este año ha sido usado desde principios del período medieval, cuando el Anno Domini se convirtió en el método prevalente en Europa para nombrar a los años.

## Acontecimientos
- El ejército romano sufre la pérdida de la Legio XXI Rapax, aniquilada en el limes del Danubio
- Domiciano manda destruir los viñedos de las Galias.[1]